# De Mexikanske Levermosser
De Mexikanske Levermosser (abreviado Mexik. Leverm.) es un libro con ilustraciones y descripciones botánicas que fue escrito por el briólogo, farmacéutico y botánico alemán Carl Moritz Gottsche y publicado el texto en 1863; las placas, en 1867.